# La Baronne (nouvelle)
Pour les articles homonymes, voir La Baronne.
 La Baronne est une nouvelle de Guy de Maupassant, parue en 1887.

## Historique
La Baronne est initialement publiée dans la revue Gil Blas du 17 mai 1887, puis dans le recueil Le Rosier de Mme Husson en 1888.

## Résumé
Avec son ami Boisrené, le narrateur rencontre un antiquaire qui leur présente des bibelots intéressants. Mais  il ne possède plus le beau Christ de la Renaissance vendu d'une façon fort bizarre à la baronne Samoris...

## Éditions
- 1887 -   La Baronne, dans Gil Blas
- 1888 -   La Baronne, dans Le Rosier de Mme Husson recueil paru en 1888 chez l'éditeur Quantin.
- 1979 -   La Baronne, dans Maupassant, Contes et nouvelles, tome II, texte établi et annoté par Louis Forestier, Bibliothèque de la Pléiade, éditions Gallimard.